# 21-й піхотний полк (Австро-Угорщина)

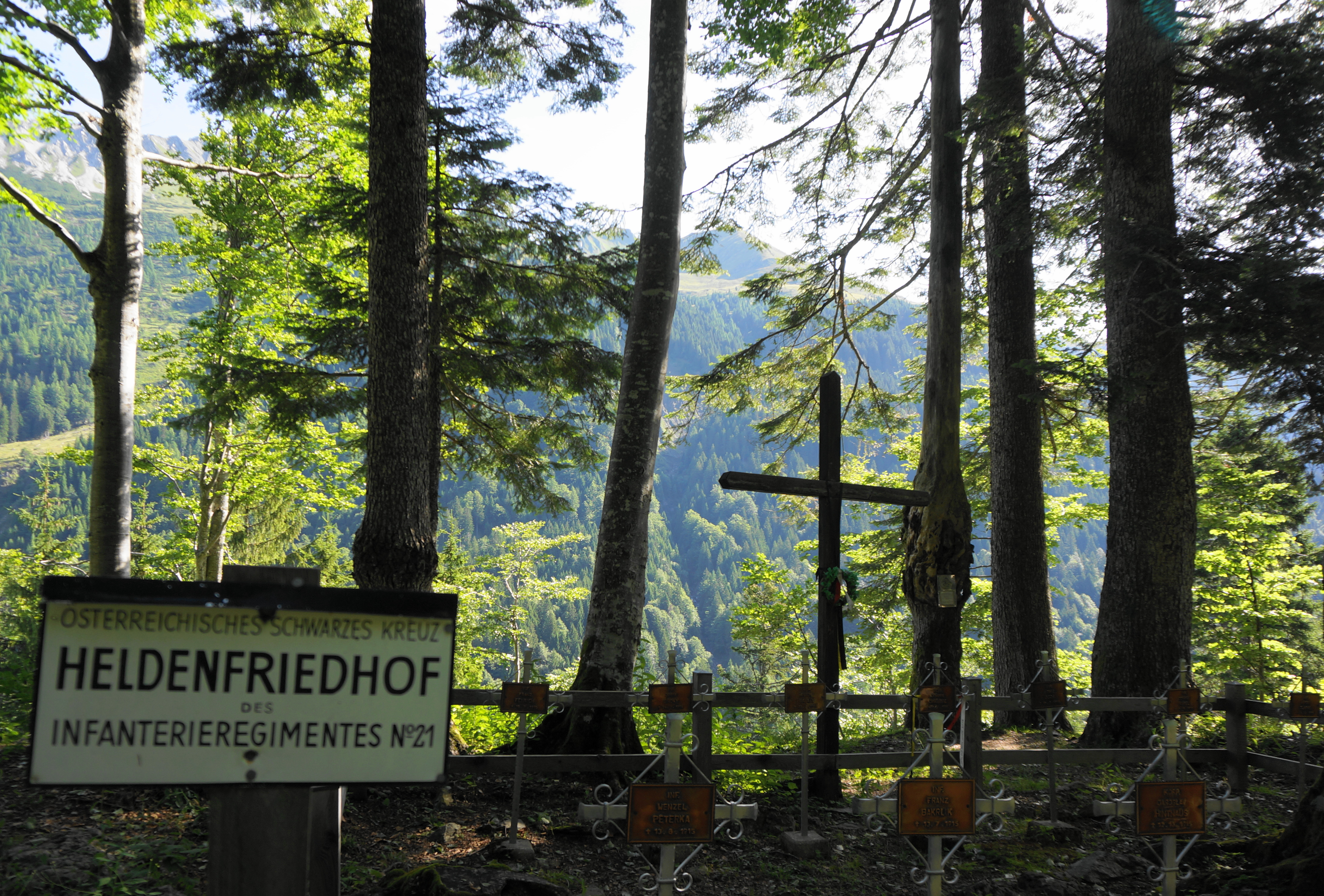
Поховання військовослужбовців 21-го піхотного полку в комуні Кечах-Маутен (Австрія).

21-й Чеський піхотний полк «Граф фон Абенсперг і Траун» (нім. k.u.k Böhmisches Infanterieregiment «von Abensperg und Traun» Nr. 21, IR. 21) — піхотний полк Спільної армії Збройних сил Австро-Угорщини.

## Історія

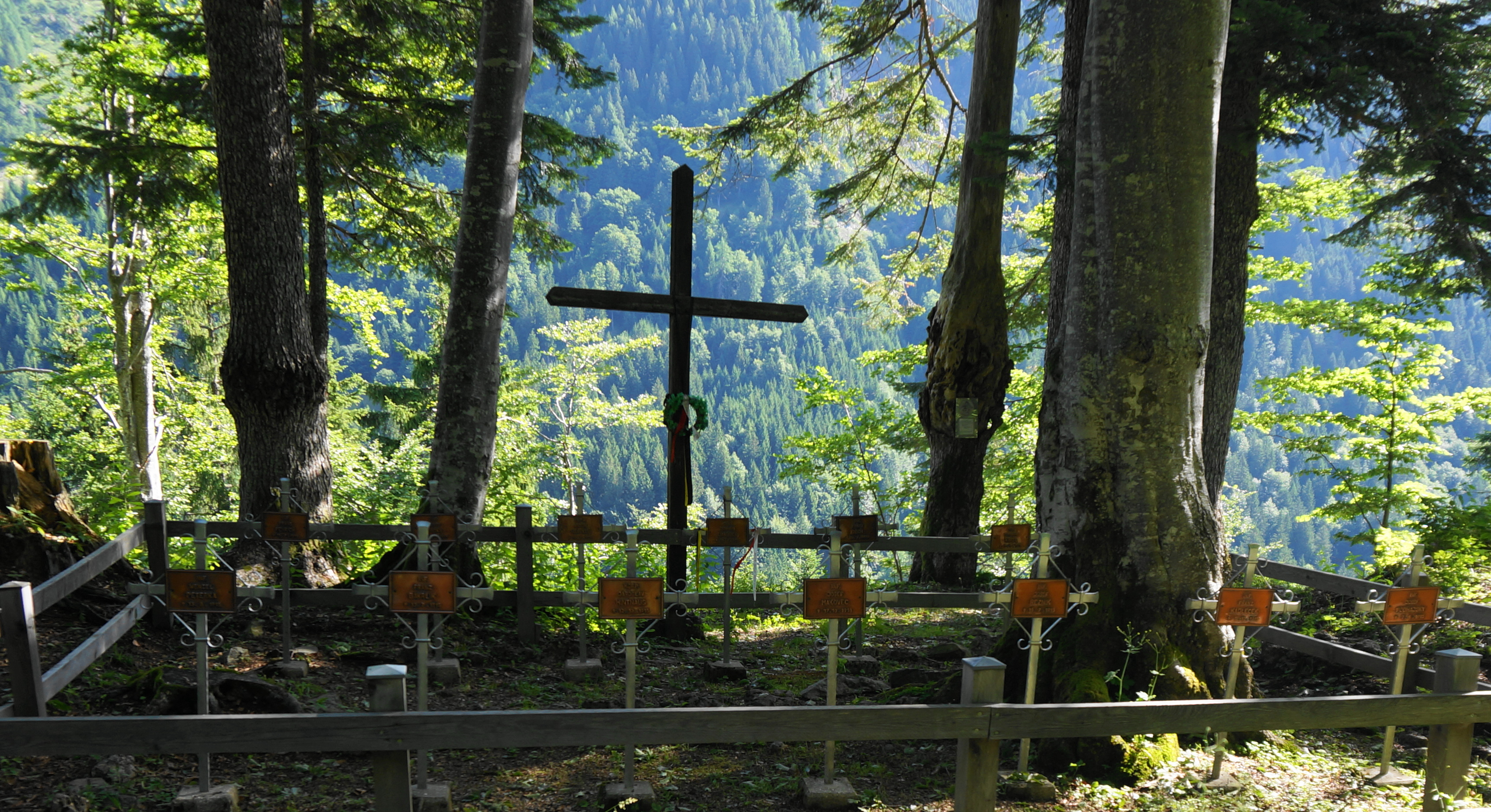
Поховання військовослужбовців 21-го піхотного полку в комуні Кечах-Маутен (Австрія).

Полк було створено в 1733 році.
В 1833 по 1915 рр. полк мав назву 21-й піхотний полк «Граф фон Абенсперг унд Траун».
Штаб–квартири: Відень (1873), Часлав (1889), Кутна Гора (1890—1909, 1912—1914). Округ поповнення: Часлав (№ 21), на території 9-го армійського корпусу.
Полкове свято відзначалося 22 травня, в річницю битви під Асперном (1809).

## Бойовий шлях
Брав участь у Австро-турецьких та Наполеонівських війнах, Семирічній та Австро-італо-прусській війні, а також у придушенні Угорського повстання.
Полк воював на Східному фронті Першої світової війни і брав участь в Галицькій битві і Горлицьку прориві.

## Склад
- 1-й батальйон (1889—1890: Часлав, 1903: Сараєво, 1904—1909: Кутна Гора, 1912—1914: Брчко);
- 2-й батальйон (1889—1890: Кутна Гора, 1903—1914: Часлав);
- 3-й батальйон (1889: Часлав; 1890—1909, 1912—1914: Кутна Гора);
- 4-й батальйон (1890: Херцег-Новий; 1903, 1912—1914: Кутна Гора; 1904—1907: Сараєво; 1908—1909: Требинє);

Національний склад (1914):
- 87 % — чехи;
- 13 % — інші національності.[1]

## Почесні шефи
- 1733—1734: Франц Людвіг де Кольменеро;
- 1849—1852: Фелікс цу Шварценберг;
- 1852—1856: Крістіан Ной-Лейнінген-Вестербург;
- 1857—1878: барон Зигмунд фон Райшах;
- 1878—1886: Фрідріх фон Мондель;
- 1887—1918: граф Цено Філомен граф Вельзер фон Вельсерсхаймб.

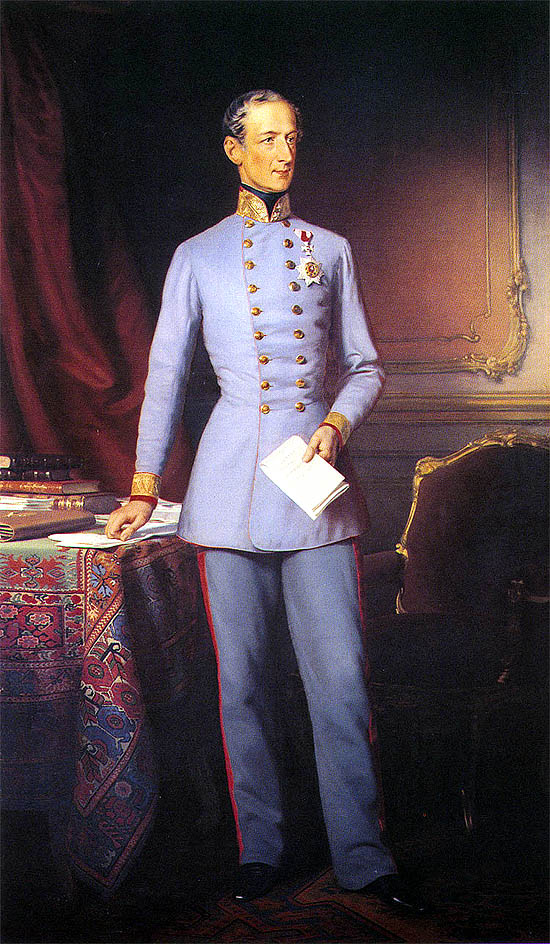
Фелікс цу Шварценберг
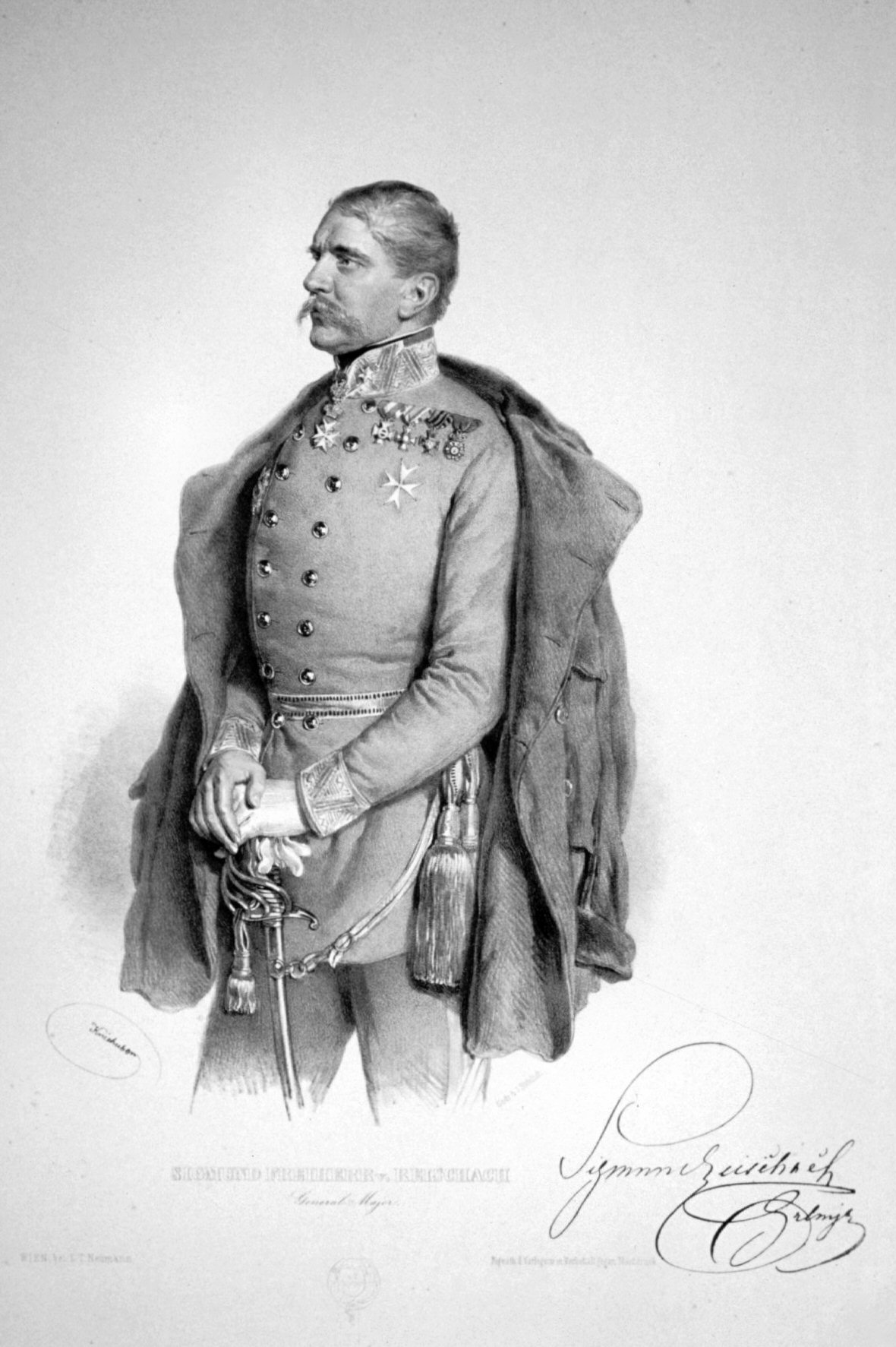
Зигмунд фон Райшах
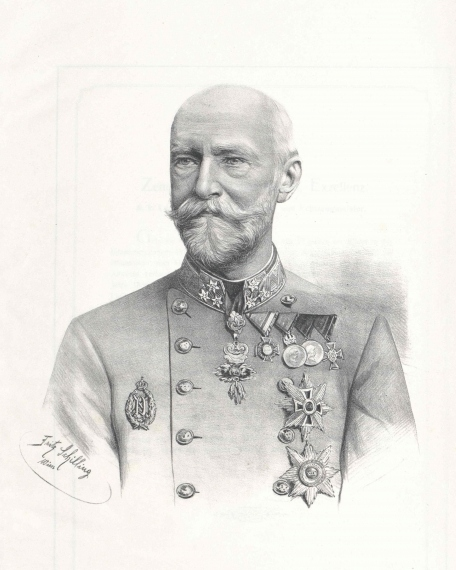
Цено Вельсерсхаймб

## Командування
- 1873: полковник Норберт фон Кетті;
- 1889—1890: полковник Олександр Кірхгаммер;
- 1903—1904: полковник Йоганн Храбар;
- 1906—1909: полковник Карл фон Ребраха;
- 1910—1914: полковник Генріх Тейзінгер;
- 1914: полковник Франц Покорний.

## Підпорядкування
Полк (без 4-го батальйону) входив до складу 20-ї піхотної бригади 10-ї піхотної дивізії, тоді як 4-й батальйон входив до 94-ї піхотної бригади в Которі.
У 1914 році полк (без 1-го батальйону) входив до 20-ї піхотної бригади 10-ї піхотної дивізії, а 1-й батальйон — до 11-ї гірської бригади 48-ї піхотної дивізії.

## Однострій

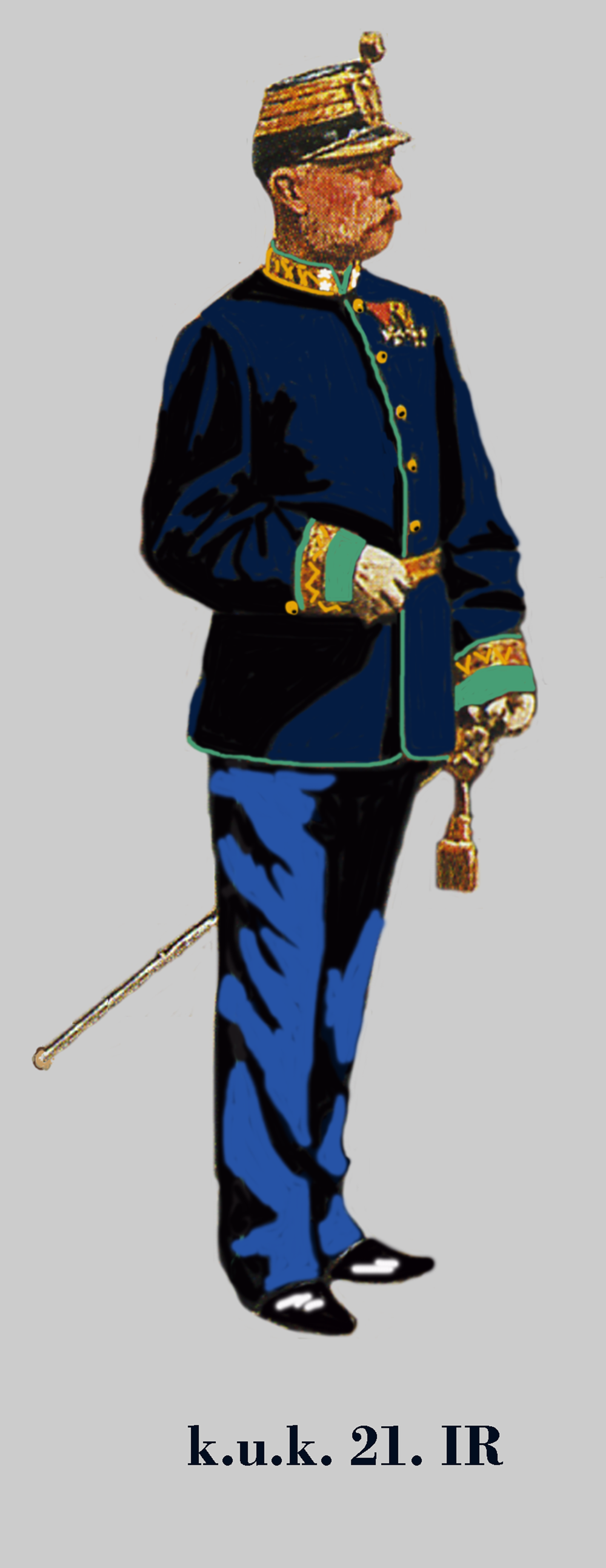
Підполковник 21-го піхотного полку
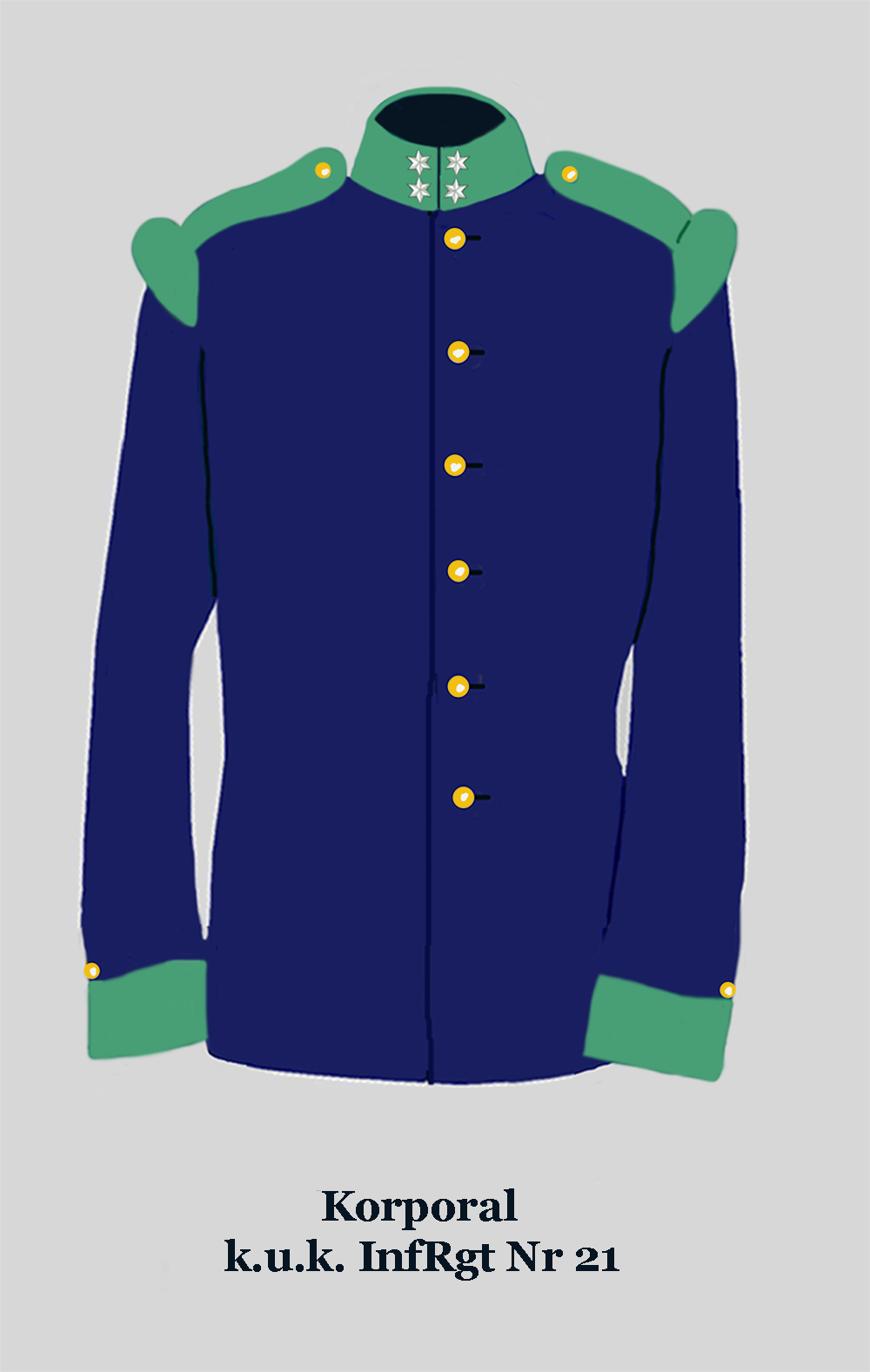
Мундир капрала 21-го піхотного полку

## Пам'ять
- Військове кладовище № 60 в Пантні;
- Військове кладовище № 61 в Ґладишові;
- Військове кладовище № 138 в Боґоньовіцах;
- Військове кладовище № 139 в Турсько;
- Військове кладовище № 167 в Риглицях;
- Військове кладовище № 224 в Бжостеку.
- Військове кладовище в комуні Кечах-Маутен (Австрія)

## Галерея

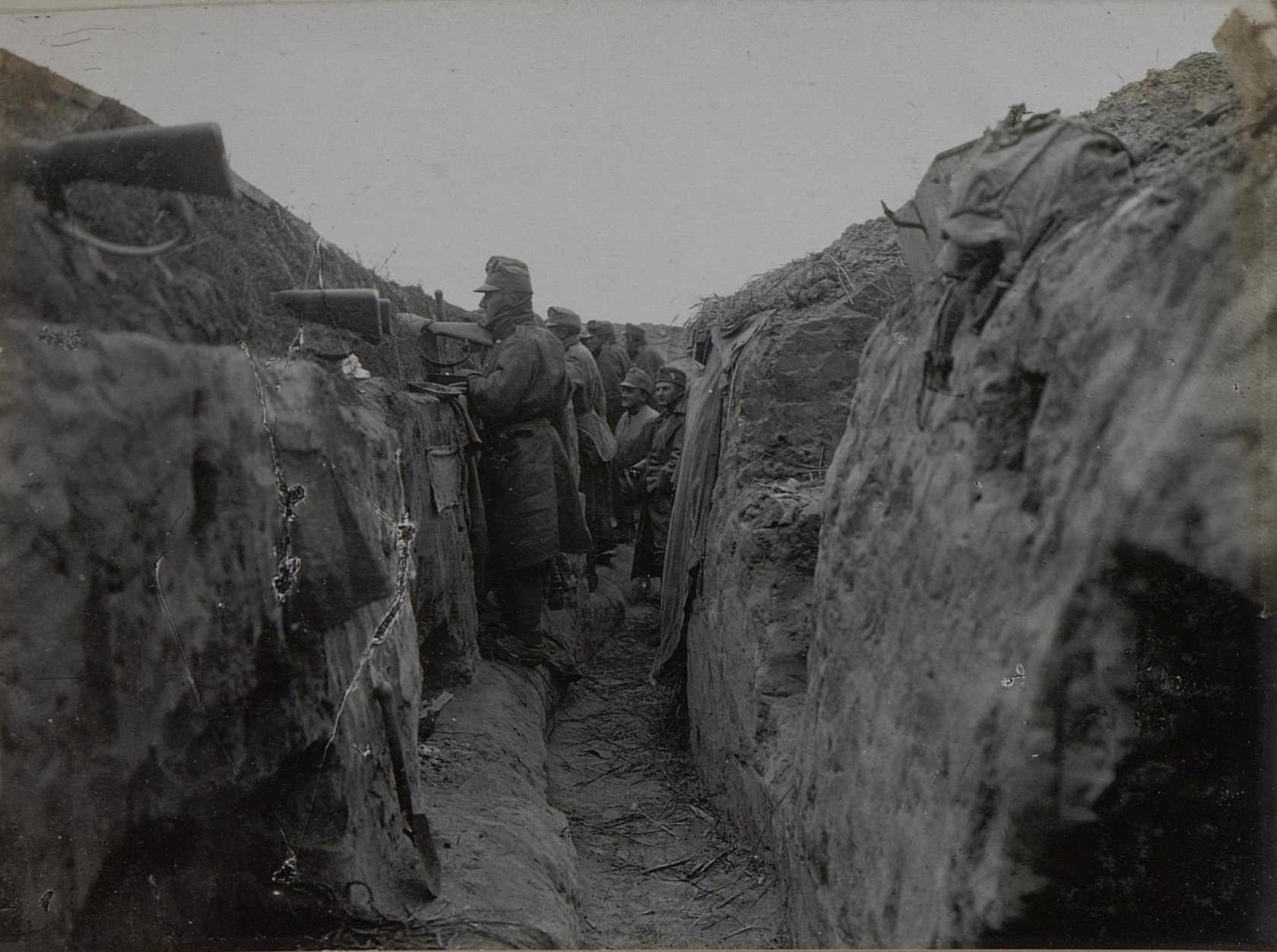
21-й піхотний полк на позиції на південь від Стакова, 21 вересня 1915 р.
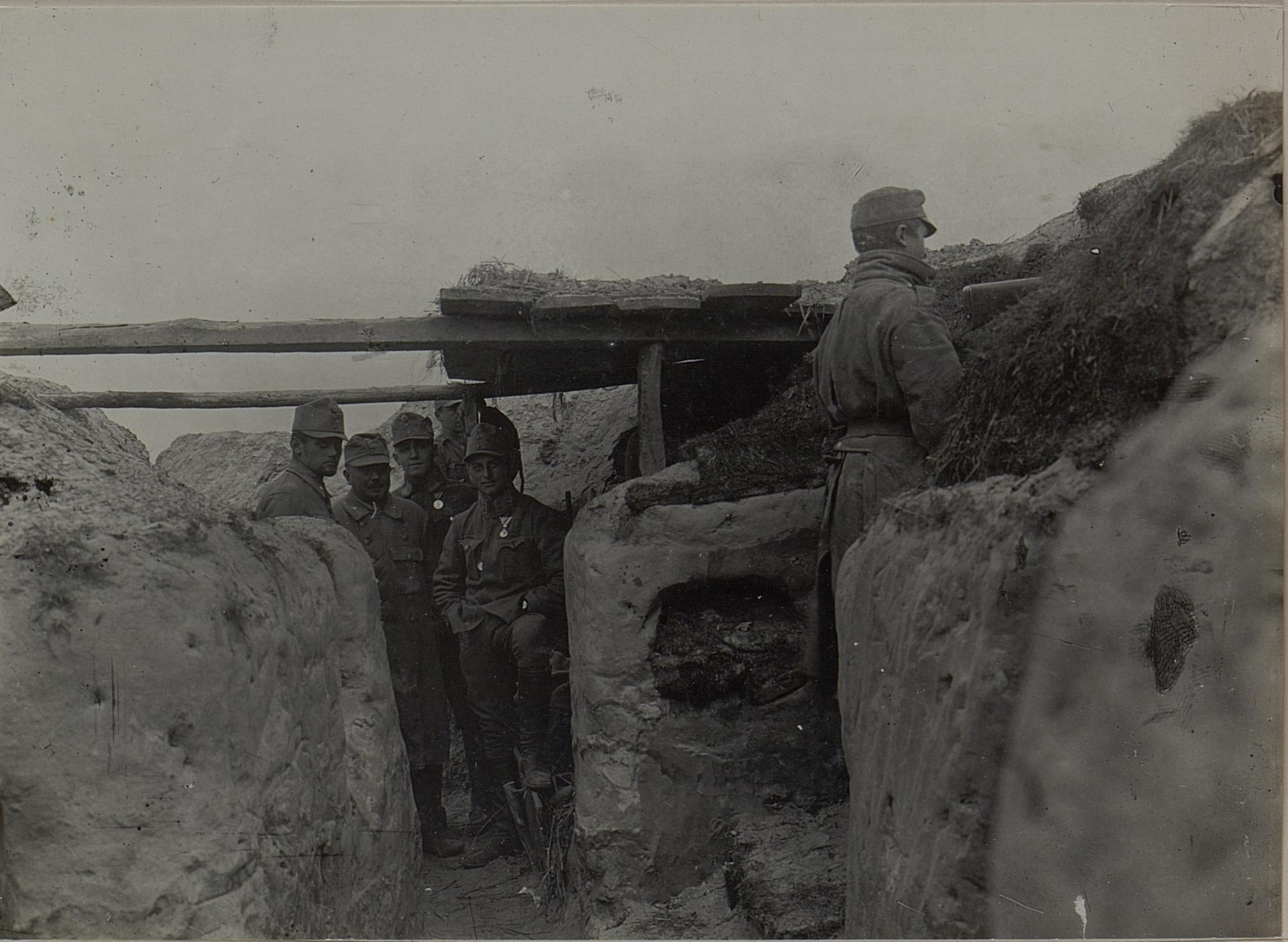
Командування батальйону 21-го піхотного полку на позиції на південь від Ставека, 20 жовтня 1915 р.
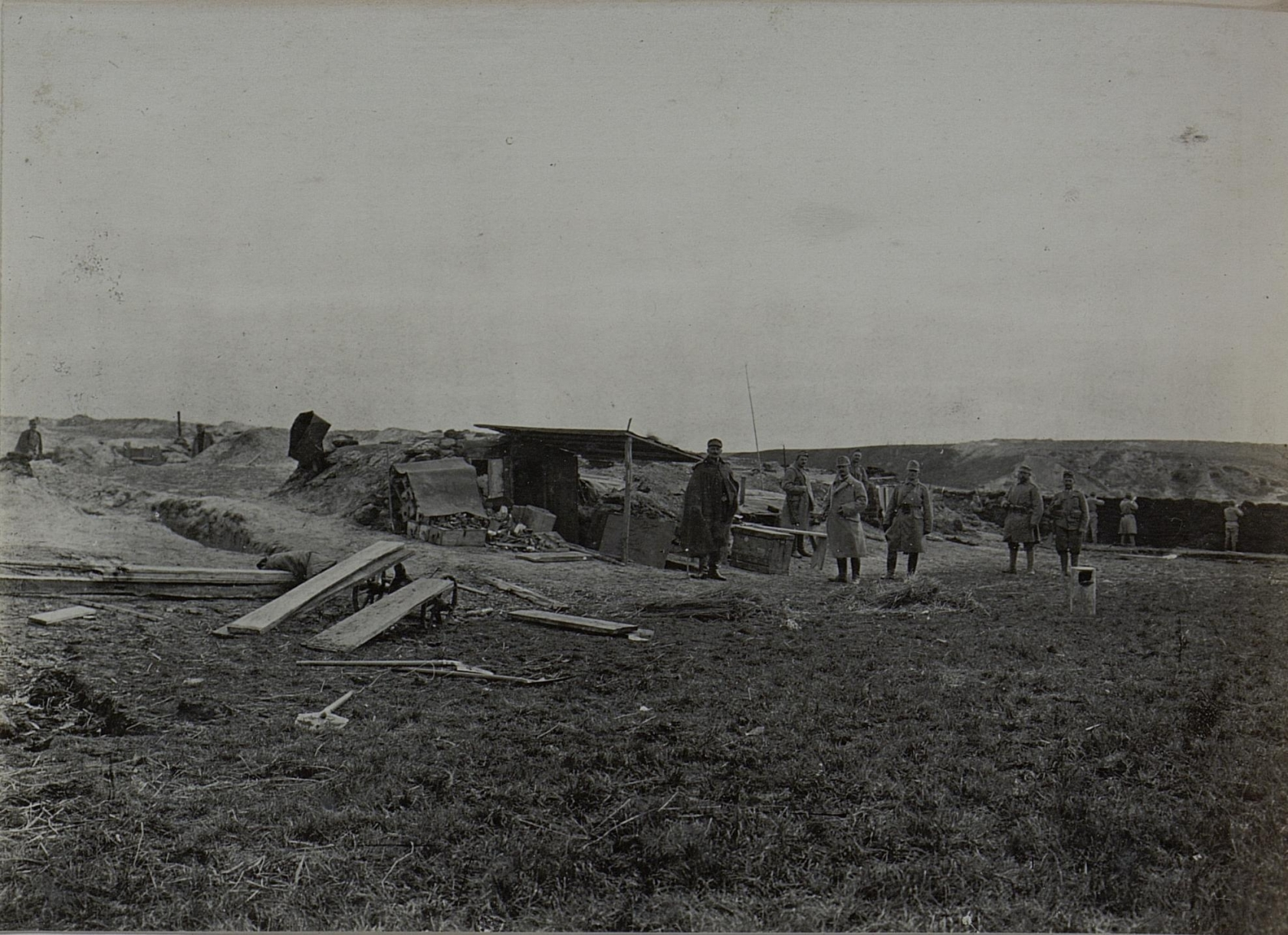
Командування 21-го піхотного полку на південь від Ставека, 21 жовтня 1915 р.